# محمد ضياء الدين الدكالي
محمد ضياء الدين الدكالي مَحمد ضياء الدين، بن مُحمد بن عبد القادر، بن موسى، بن علي، بن رحال الدكالي العوني. هو فقيه وأصولي ومدرس مغربي

## سيرة
حفظ القرآن ببلدته دكالة بقرائتي الإمامين:نافع وابن كثير، ثم توجه لطلب العلم، فاخذ عن علامة دكالة، وحامل لواء العلم بها: الفقيه العلامة عبد الرحمن بن عبد الله الزواوي الشخاشخي الملقب بالفقيه سي الحاج، مبادئ علوم العربية من نحو وتصريف وبلا غة وعروض والحديث والفقه والمنطق والأصلين (أصول الدين وأصول الفقه)، والمصطلح والفرائض والحساب وغير ذلك من المواد التي كانت تدرس بدكالة. وقد لازمه كثيرا على ما يقرب ثلاثة عشر سنة..
ثم انتقل إلى سوس، فأخذ بمدرسة «اداومنو» بهشتوكة قرب «اولاد تايمة» عن الشيخ عبد الله الصوابي شيئا من أصول الفقه.
ثم ذهب إلى قرية «اكلي» شرق مدينة «تارودانت» فأخذ عن الأديب محمد الغالي الدداسي الأصول والأدب والعروض والسيرة والحديث وغير ذلك من المواد التي كان يدرسها الشيخ.
ثم رحل إلى مدينة طنجة، فأخذ عن العلامة الفقيه المحدث الشيخ عبد الله التليدي التفسير والحديث والتوحيد والمصطلح والأصول والسيرة والفقه، واخذ عن الصولي الشيخ عبد الله بن الصديق الغماري التفسير والحديث، وحضر دروس الأديب المعقولي الشيخ الحسن بن الصديق الغماري التي كان يلقيها بالمسجد العتيق، ودروس أخيه العلامة المحدث الشيخ عبد العزيز بن الصديق، رحمهما الله جميعا، ودروس العلامة الشيخ محمد البقالي، وغيرهم من اعلام عروس الشمال.
ثم استقر أخيرا بمدينة «قصبة تادلا»، وألقى بها عصا التسيار ن فانتصب للإمامة والخطابة والإقراء 

## مؤلفات
كتب مجموعة من الرسائل، بعضها كمل وبعضها لم يكمل بعد، منها:
- رسالة في المنطق سماها: «رفع الإشكال عن وضع الأشكال».وأخرى في المنطق سماها:«التحقيق في احكام التصور والتصديق».
- رسالة في أصول الفقه سماها: «الإشراف على طرق الدلالات لدى الأحناف». وله أيضا أخرى في أصول الفقه سماها:«إظهار الملاءمة في استدلا ل النظار بالملازمة». وله في الأصول كذلك:«المصلحة المرسلة وما يكتنفها من القواعد الفقهية والأصولية».
- رسالة في المناظرة سماها: «زبدة الأقوال في شرح دربة الأطفال».

كما أن الشيخ نظم العديد من المنظومات العلمية أبرزها في علم الحديث:«نهاية التبيان في شرح هداية الصبيان إلى أصول تخريج الطحان». ومطلعها:
«الحمد لله و صلى الله على محمد ومن والاه
وبعد فاعلم أن سنة الرسول أعلى منار تهتدي به العقول
لكنها تحتاج للتقريب من كل ذي قريحة أديب
لا سيما دل ئل المراجع ليسهل البحث على المراجع
هذا وقد حصرها الأفاضل في خمسة فهاكها يا سائل
إلى أن قال في آخرها :
فاستعن بالمبهمات والعلل واحفظ فحفظ العلم منتهى الأمل
أبياتها بحمد ذي الجلال ساوت شهور الحمل والفصال»